# Robert Lindley Murray
Robert Lindley Murray, ameriški tenisač, * 3. november 1893, San Francisco, ZDA, † 27. januar 1970, Lewiston Heights, New York, ZDA.
Robert Lindley Murray je posamični konkurenci dvakrat zapored osvojil Nacionalno prvenstvo ZDA, v letih 1917, ko je v finalu premagal Nathaniela W. Nilesa, in 1918, ko je v finalu premagal Billa Tildena. Leta 1958 je bil sprejet v Mednarodni teniški hram slavnih.

## Finali Grand Slamov

### Posamično (2)

#### Zmage (2)
| Leto | Turnir                       | Nasprotnik v finalu | Rezultat finala    |
| 1917 | Nacionalno prvenstvo ZDA     | Nathaniel W. Niles  | 5–7, 8–6, 6–3, 6–3 |
| 1918 | Nacionalno prvenstvo ZDA (2) | Bill Tilden         | 6–3, 6–1, 7–5      |